# Eueides lucretius
Eueides lucretius är en fjärilsart som beskrevs av Jose Francisco Zikán 1937. Eueides lucretius ingår i släktet Eueides och familjen praktfjärilar. Inga underarter finns listade i Catalogue of Life.